# Mansporträtt
Mansporträtt eller Mansporträtt, möjligen Montagu Edmund Parker är en oljemålning av den engelske konstnären Joshua Reynolds (1723–1792). Den målades på 1700-talet och ingår sedan 1962 i Nationalmuseums samlingar i Stockholm.
Reynolds utvecklade en porträttkonst som hade något av historiemåleriets storslagenhet, så kallad grand manner(en). När det gällde kvinnor, oftast medlemmar ur aristokratin, kunde de avbildas som antika gudinnor inramade av ett dramatiskt landskap. Männen framställdes oftast mer behärskat, i sina yrkesroller men ändå på ett sätt där en ståtlig atmosfär behölls. I detta porträtt är tonen dock lite mer intim. Det är okänt exakt när målningen utfördes. Det har heller inte gått att med säkerhet säkerställa den porträtterades identitet. Konsthistoriker tror att den porträtterade kan vara Montagu Edmund Parker(en) som var High Sheriff i Devon. Ett annat förslag är revolutionären Robert Pigott(en).  